# Ernesto Civardi
Ernesto Civardi (ur. 21 października 1906 w Fossarmato, zm. 28 listopada 1989 w Rzymie) – włoski duchowny katolicki, kardynał, sekretarz Kongregacji ds. Biskupów.
Urodził się w skromnej, pobożnej i wielodzietnej rodzinie. Święcenia kapłańskie przyjął 29 czerwca 1930 roku. Ukończył studia na Wydziale Prawa Kanonicznego Papieskiego Uniwersytetu Gregoriańskiego. Uczęszczał także do Studium Rotalnego w Rzymie. Naukę uwieńczył tytułem adwokata Roty Rzymskiej. Przez dwa lata pełnił funkcję wicerektora Papieskiego Seminarium Lombardzkiego w Rzymie. Następnie rozpoczął pracę w Kurii Rzymskiej. Jednocześnie udzielał się jako duszpasterz w rzymskiej parafii NMP. Królowej Pokoju. Był ekspertem podczas Soboru Watykańskiego II. 
16 lipca 1967 roku wyniesiony do godności arcybiskupa tytularnego Sardica i mianowany przez Pawła VI sekretarzem Kongregacji Biskupów. Wtedy też został sekretarzem Kolegium Kardynalskiego oraz konsultorem Kongregacji Nauki Wiary i Papieskiej Rady ds. Świeckich. Podczas obydwu konklawe w 1978 roku, pełnił funkcję sekretarza. 
Jan Paweł II na pierwszym konsystorzu 30 czerwca 1979 roku wyniósł go do godności kardynalskiej. 
Zmarł w Rzymie i pochowano go na rzymskim cmentarzu Campo Verano.
Źródło
- Wielka Encyklopedia Jana Pawła II, Edipresse Warszawa 2005, ISBN 83-7298-643-6